# Lithiumperoxide
Lithiumperoxide (Li2O2) is het peroxide van lithium. De stof komt voor als een reukloos fijn wit tot beige poeder, dat redelijk goed oplosbaar is in water. Boven 195 °C ontleedt de stof en wordt lithiumoxide gevormd.

## Synthese
Lithiumperoxide wordt bereid door een reactie van lithiumhydroxide en waterstofperoxide, waarbij lithiumhydroperoxide gevormd wordt. Dit wordt daarna gedehydrateerd:
{\displaystyle {\ce {LiOH . H2O + H2O2 -> LiOOH . H2O + H2O}}}
{\displaystyle {\ce {2LiOOH . H2O -> Li2O2 + H2O2 + 2H2O}}}

## Toepassingen
Lithiumperoxide wordt in luchtreinigingstoestellen gebruikt waar gewicht een belangrijke factor is, bijvoorbeeld in ruimtetuigen en duikboten. Het zet de koolstofdioxide uit de lucht om naar zuurstofgas en lithiumcarbonaat:
{\displaystyle {\ce {2Li2O2 + 2CO2 -> 2Li2CO3 + O2}}}